# José Perez Pombal Júnior
José Perez Pombal Júnior (* 31. März 1966), auch als José P. Pombal, José Perez Pombal Jr. oder José Pombal Jr. zitiert, ist ein brasilianischer Herpetologe und Hochschullehrer.

## Leben
Pombal schrieb sich 1986 für ein Studium in den Biowissenschaften an der Pontifícia Universidade Católica de Campinas ein, wo er 1989 die Licenciatura erhielt.
Von 1990 bis 1992 absolvierte er sein Masterstudium in den Biowissenschaften (Zoologie) an der Universidade Estadual Paulista „Júlio de Mesquita Filho“, das er unter der Leitung von Ivan Sazima mit der Arbeit História natural de Brachycephalus ephippium (Anura, Brachycephalidae) na região de Campinas, Estado de São Paulo abschloss.
Ab 1992 folgte ein Doktoratsstudium an derselben Universität, wo er im November 1995 unter der Leitung von Célio F. B. Haddad mit der Dissertation Biologia reprodutiva de anuros (Amphibia) associados a uma poça permanente na Serra de Paranapiacaba, sudeste do Brasil in den Biowissenschaften (Zoologie) promoviert wurde.
Seit August 1995 ist er ordentlicher Professor und Kurator für Amphibien am Museu Nacional da Universidade Federal do Rio de Janeiro.
Er ist oder war Reviewer bei diversen Fachzeitschriften, darunter Revista Brasileira de Zoologia, Boletim do Museu de Biologia Mello Leitão, Boletim do Museu Nacional. Nova Série Zoologia, Copeia (heute Ichthyology & Herpetology), Journal of Herpetology, Herpetologica, Amphibia-Reptilia, Cuadernos de Herpetología, Revista Brasileira de Zoociências, Arquivos de Zoologia, Papéis Avulsos de Zoologia, Proceedings of the Biological Society of Washington, Iheringia. Série Zoologia, Zoologia und Cladistics.
Er ist Redaktionsmitglied bei den Fachzeitschriften Phyllomedusa – Journal of Herpetology, South American Journal of Herpetology und Herpetologia Brasileira.
Er war Gutachter bei diversen Förderprojekten, darunter von der Fundação Coordenação de Aperfeiçoamento de Pessoal de Nível Superior (CAPES), vom Conselho Nacional de Desenvolvimento Científico e Tecnológico und von der Agencia Nacional de Promoción de la Investigación, el Desarrollo Tecnológico y la Innovación.
Er ist Vizepräsident der Associação Amigos do Museu do Associação Amigos do Museu Nacional.
Pombal befasst sich schwerpunktmäßig mit der Taxonomie rezenter Froschlurchgruppen. Seine wichtigsten Fachgebiete sind die Bioakustik, reproduktive Isolation, Hybridisierung, räumliche und zeitliche Verbreitung sowie die Reproduktionsbiologie von Froschlurchen.

## Dedikationsnamen
Nach José Perez Pombal Júnior sind die Arten Ololygon pombali (Lourenço, Carvalho, Baêta, Pezzuti & Leite, 2013), Boana pombali (Caramaschi, Pimenta & Feio, 2004), Brachycephalus pombali Alves, Ribeiro, Haddad & Reis, 2006 und Proceratophrys pombali Mângia, Santana, Cruz & Feio, 2014 benannt.

## Erstbeschreibungen von José Perez Pombal Júnior
- Bokermannohyla luctuosa (Pombal & Haddad, 1993)
- Brachycephalus alipioi Pombal & Gasparini, 2006
- Brachycephalus herculeus Folly, Condez, Vrcibradic, Rocha, Machado, Lopes & Pombal, 2024
- Brachycephalus margaritatus Pombal & Izecksohn, 2011
- Brachycephalus pernix Pombal, Wistuba & Bornschein, 1998
- Brachycephalus vertebralis Pombal, 2001
- Chiasmocleis gnoma Canedo, Dixo & Pombal, 2004
- Crossodactylus caramaschii Bastos & Pombal, 1995
- Dendropsophus bromeliaceus Ferreira, Faivovich, Beard & Pombal, 2015
- Dendropsophus cruzi (Pombal & Bastos, 1998)
- Dendropsophus haddadi (Bastos & Pombal, 1996)
- Hylodes amnicola Pombal, Feio & Haddad, 2002
- Hylodes cardosoi Lingnau, Canedo & Pombal, 2008
- Hylodes fredi Canedo & Pombal, 2007
- Hylodes heyeri Haddad, Pombal & Bastos, 1996
- Hylodes pipilans Canedo & Pombal, 2007
- Hylodes sazimai Haddad & Pombal, 1995
- Hylodes uai Nascimento, Pombal & Haddad, 2001
- Nyctimantis bokermanni (Pombal, 1993)
- Ololygon centralis (Pombal & Bastos, 1996)
- Ololygon hiemalis (Haddad & Pombal, 1987)
- Ololygon jureia (Pombal & Gordo, 1991)
- Ololygon littoralis (Pombal & Gordo, 1991)
- Ololygon melanodactyla (Lourenço, Luna & Pombal, 2014)
- Ololygon skaios (Pombal, Carvalho, Canelas & Bastos, 2010)
- Paratelmatobius cardosoi Pombal & Haddad, 1999
- Paratelmatobius mantiqueira Pombal & Haddad, 1999
- Phantasmarana apuana (Pombal, Prado & Canedo, 2003)
- Phrynomedusa dryade Baêta, Giasson, Pombal & Haddad, 2016
- Phyllomedusa tetraploidea Pombal & Haddad, 1992
- Physalaemus caete Pombal & Madureira, 1997
- Physalaemus maximus Feio, Pombal & Caramaschi, 1999
- Proceratophrys rondonae Prado & Pombal, 2008
- Proceratophrys tupinamba Prado & Pombal, 2008
- Rhinella hoogmoedi Caramaschi & Pombal, 2006
- Rhinella inopina Vaz-Silva, Valdujo & Pombal, 2012
- Scinax cretatus Nunes & Pombal, 2011
- Scinax curicica Pugliese, Pombal & Sazima, 2004
- Scinax imbegue Nunes, Kwet & Pombal, 2012
- Scinax juncae Nunes & Pombal, 2010
- Scinax perereca Pombal, Haddad & Kasahara, 1995
- Scinax rogerioi Pugliese, Baêta & Pombal, 2009
- Scinax tymbamirim Nunes, Kwet & Pombal, 2012
- Trachycephalus helioi Nunes, Suárez, Gordo & Pombal, 2013
- Trachycephalus lepidus (Pombal, Haddad & Cruz, 2003)
- Vitreorana baliomma Pontes, Caramaschi & Pombal, 2014